# АЭС Каорсо
АЭС Каорсо (итал. Centrale elettronucleare Garigliano) — закрытая атомная электростанция в центральной части Италии. 
АЭС расположена в провинции Пьяченца области Эмилия-Романья. Строительство АЭС Каорсо началось в 1970 году и завершилось в 1978. Единственный реактор АЭС Каорсо относился к типу кипящих водо-водяных BWR. Его мощность, как и мощность всей АЭС Каорсо, составляла 882 МВт. Каорсо  в период своей работы являлась самой современной и самой крупной АЭС Италии. В 1986 году после аварии на Чернобыльской АЭС реактор на станции был временно остановлен. А уже после общенационального референдума, вызванного Чернобыльской катастрофой, атомная электростанция Каорсо была окончательно закрыта в 1990 году – последней из всех итальянских АЭС.
Закрытие АЭС Каорсо окончило историю атомной энергетики Италии. Однако годы работы атомных электростанций страны не прошли бесследно. Значительно количество отработанного ядерного топлива продолжало храниться на территориях станций. В 2011 году правительство Италии заключило договор с известной французской компанией Areva. По договору, в частности, будут направлены 190 тонн отработанного ядерного топлива на переработку во Францию с последующим возвращением в Италию к 2025 году.

## Информация об энергоблоках
| Энергоблок | Тип реакторов       | Мощность | Мощность | Начало строительства | Физпуск    | Подключение к сети | Ввод в эксплуатацию | Закрытие   |
| Энергоблок | Тип реакторов       | Чистый   | Брутто   | Начало строительства | Физпуск    | Подключение к сети | Ввод в эксплуатацию | Закрытие   |
| ---------- | ------------------- | -------- | -------- | -------------------- | ---------- | ------------------ | ------------------- | ---------- |
| Каорсо     | BWR, BWR-4 (Mark 2) | 860 МВт  | 882 МВт  | 01.01.1970           | 31.12.1977 | 23.05.1978         | 01.12.1981          | 01.07.1990 |